# Zgornji Hotič
Zgornji Hotič este o localitate din comuna Litija, Slovenia, cu o populație de 219 locuitori.